# Échevin (Paris)

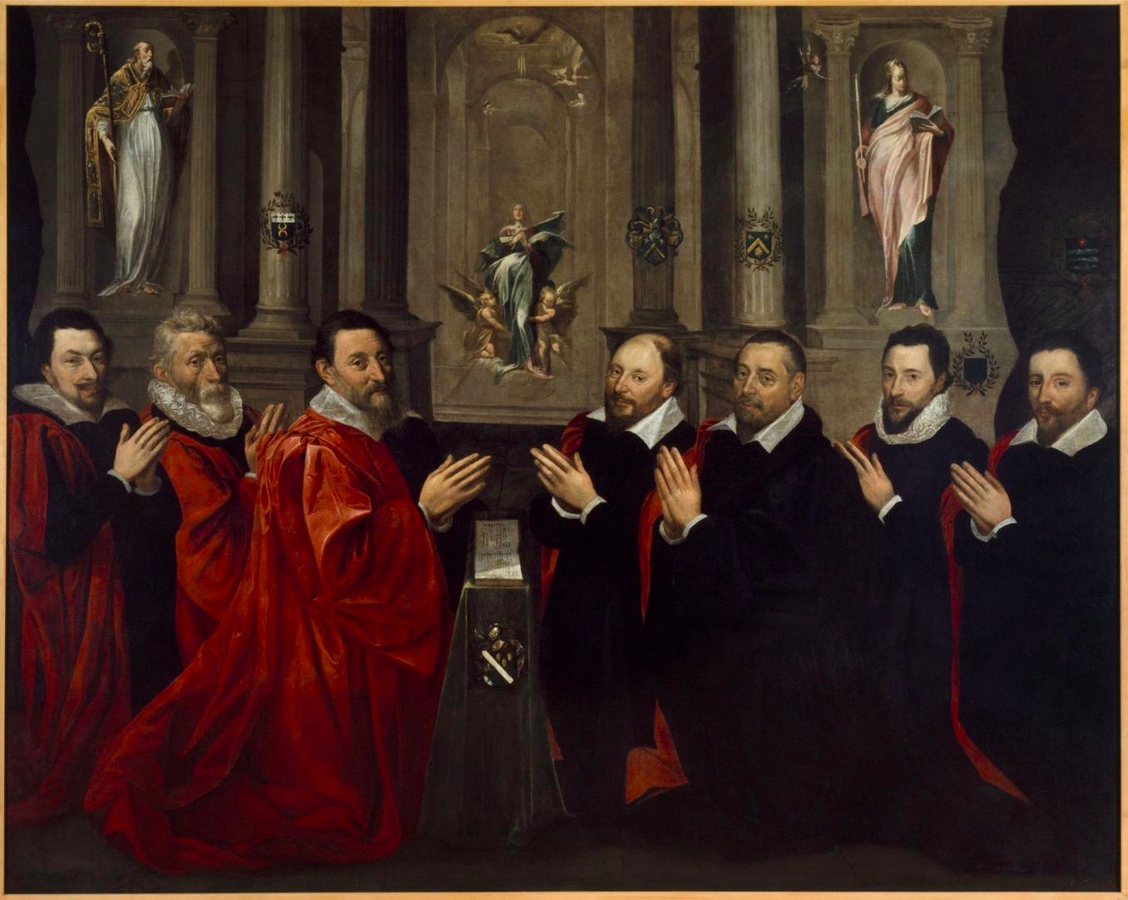
Die Échevins von Paris im Gebet vor der heiligen Genoveva, Georges Lallemant, 1611, (Musée Carnavalet)

Im Ancien Régime waren die Échevins de Paris die Schöffen des Prévôt des marchands. Sie hatten ihren Dienstsitz im Pariser Rathaus, d. h. zu Beginn im Parloir des Bourgeois (heute Rue Soufflot 20 im 5. Arrondissement), ab 1357 dann im Maison aux Piliers an der Place de Grève am Standort des heutigen Hôtel de Ville an der Place de l’Hôtel-de-Ville (4. Arrondissement).

## Liste von Échevins de Paris

### 13. Jahrhundert
- 1263: Jehan Barbette
- 1268: Jehan Augier
- 1276: Guillaume Pisdoé
- 1280: Guillaume Bourdon
- 1280: Jehan Augier[1], Jehan Barbette, Jehan Arrode, Jehan Bigues
- 1293: Thomas de Saint-Benoast, Estienne Barbette, Adam Paon, Guillaume Pisdoé
- 1296: Adam Paon, Thomas de Saint-Benoast, Estienne Barbette, Guillaume Pisdoé
- 1298–1304: Jehan Sarrazin

### 14. Jahrhundert
- 1304: Jehan Gentien
- 1313: Jehan Arrode
- 1314: Nicolas Arrode, Jehan Barbette
- 1384–1410: Suspendierung nach dem Aufstand der Maillotins

### 15. Jahrhundert
- 1411: Jean de Troyes, Jean de Lolive, Denis de Saint-Yon, Robert de Bellon
- 1412: Pierre Augier, Guillaume Kiriasse
- 1413: Guillaume Kiriasse, Jean Marceau
- 1414: André d’Espernon, Pierre de Grandrues
- 1415: Jean de Louviers le Jeune, Regnault Pisdoé
- 1416: Estienne de Bonpuis, Jean du Pré
- 1417: Simon de Terrennes, Henri Moloue
- 1418: Pierre Voyer, Michel Thibert, Marcelet Testart, Jean de Louviers
- 1419: Imbert des Champs, Jean de Saint-Yon
- 1420: Jean de Lolive, Jean de Dammartin
- 1421: Jean de Cerisy, Jean de Compans
- 1422: Garnier de Saint-Yon, Jean de Bellon
- 1423: Raoul Dourdin, Jean de La Poterne
- 1424–1428: fehlt
- 1429: Imbert des Champs, Jean de Dampierre, Raymond Marc, Nicolas de Neufville
- 1430: Marcelet Testart, Guillaume de Troyes
- 1431: Robert Climent, Henri Aufroy
- 1432: Louis Gobert, Jacques de Roye
- 1433: Garnier de Saint-Yon, Jean de La Poterne
- 1434: Louis Gellée, Luques Dupleis
- 1435: unbekannt
- 1436: Jean de Bellon, Nicolas de Neufville, Pierre des Landes, Jean de Grandrues
- 1437: Simon du Martray, Jean Luillier
- 1438: Jean de Grandrues, Jean Augier, Jean Thiessac, Jacques de La Fontaine
- 1439: Nicolas Bailly, Jean de La Porte
- 1440: Michel Culdoé, Jean de Calais
- 1441: Guillaume Nicolas, Jean de Livres
- 1442: Nicolas de Neufville, Jean de Marle
- 1443: Jean Luillier, Jacques de La Fontaine
- 1444: Nicolas de Louviers, Jean de Chanteprime
- 1445: Jean Luillier, Jacques de La Fontaine
- 1446: Pierre de Vaudetart, Jacques de Camlers
- 1447: Jean Luillier, Michel de Camlers, Germain de Braque
- 1448: Guillaume Nicolas, Enguerrand de Thumery
- 1449: Jean de Marle, Nicolas de Louviers
- 1450: Nicolas Bailly, Jean Chesnard
- 1451: Germain de Braque, Henri de La Cloche
- 1452: Hugues Ferret, Jean Le Riche,
- 1453: Henri de La Cloche, Germain de Braque
- 1454: Hugues Ferret, de Clerbourg
- 1455: Philippe Gallié, Philippe Lallement
- 1456: Jacques de Hacqueville, Michel de La Grange[2]
- 1457: Pierre Gallié, Michel Laisié
- 1458: Guillaume Le Maçon, Jacques d’Erpy
- 1459: Jean de Clerbourg, Pierre Mesnard
- 1460: Jacques de La Fontaine, Antoine de Vauboulon
- 1461: Hugues Ferret, Henry de Paris
- 1462: Germain de Braque, Guillaume de Longuejoue
- 1463: Jean de Clerbourg, André d’Azy
- 1464: Jean de Harlay (königlicher Nachtwächter), Denis Gilbert
- 1465: Pas d’élection à cause des guerres
- 1466: Nicolas Potier, Gérard de Vauboulon
- 1467: Pierre Gallié, Jacques de Hacqueville
- 1468: Pierre Mesnard, Denis Le Breton
- 1469: Jean de Harlay, Arnault de Cambray
- 1470: Denis Le Breton, Simon de Grégy
- 1471: Jean Colletier, Jean des Portes
- 1472: Jean de Brebant, Gancher Herbert
- 1473: Jean Colletier, Jacques Le Maire
- 1474: Germain de Marle, Guillaume Le Jay
- 1475: Jean Colletier, Jean des Portes
- 1476: Germain de Marle, Jean des Vignes
- 1477: Jean Colletier, Henri Le Breton
- 1478: Germain de Marle, Jean des Vignes
- 1479: Jean Colletier, Simon de Neufville
- 1480: Jean des Vignes, Imbert Luillier
- 1481: Jean Colletier, Simon de Neufville
- 1482: Imbert Luillier, Nicolas du Hamel
- 1483: Jean Colletier, Simon de Neufville
- 1484: Gancher Herbert, Jacques Nicolas
- 1485: Jean de Harlay, Jean de Ruel
- 1486: Guillaume de Hacqueville, Jacques Vaulquier
- 1487: Denis Thumery, Nicolas Ferret
- 1488: Jacques Testes, Louis de Montmiral
- 1489: Gancher Herbert, Jacques Vaulquier
- 1490: Simon Malingre, Charles Le Coq[3]
- 1491: Pierre de La Poterne, Jean Le Lièvre
- 1492: Jacques Vaulquier, Raoul de Hacqueville
- 1493: Pierre Raoulin, Jean Brulart
- 1494: Pierre de Ruel, Jacques Nicolas
- 1495: Jean des Landes, Audry Guyart
- 1496: Jean Le Jay, Michel Le Riche
- 1497: Etienne Boucher, Simon Aimé
- 1498: Antoine Malingre, Louis du Harlay[4]
- 1499: Pierre Turquant, Bernard Ripault[4]
- 1500: Jean de La Pite, Jean de Marle, Jean Le Lièvre, Jean de Lolive

### 16. Jahrhundert
- 1501: Jean de La Pite, Jean de Marle, Jean Le Lièvre, Jean de Lolive
- 1502: Charles des Moulins, Jean Paillard, Jean Croquet, Nicolas Berthillon
- 1503: Henri Le Bègue, Etienne Huré
- 1504: Pierre Le Maçon, Jean Hébert
- 1505: Pierre Paulmier[5], Jean Le Lièvre
- 1506: Nicolas Séguier, Hugues de Neufville
- 1507: Etienne Savin, Etienne Huré
- 1508: Mery Bureau, Pierre Turquant
- 1509: François Chouart, Regnault Anthoulet
- 1510: Charles de Montmiral, Jean Croquet
- 1511: Antoine Disomme, Geoffroy du Souchay
- 1512: Nicolas de Crespy, Jean Olivier
- 1513: Guillaume Parent, Robert Le Lieur
- 1514: Mery Bureau, Jean Bazanier
- 1515: Jacques Le Lièvre, Miles Perrot
- 1516: Jean du Bus, Geoffroy du Souchay
- 1517: Claude Olivier, Pierre de Sulfour
- 1518: Jean Turquant, Jean Allard
- 1519: Nicolas Le Cointe, Nicolas Charpentier
- 1520: Jean Palluau, Jean Bazanier
- 1521: Gaillard Spifame[6], Nicolas Chevalier[7]
- 1522: Jean Morin[8][9], Jean Croquet[10]
- 1523: Claude Sanguin[11], Jean Le Clerc[12]
- 1524: Guillaume Séguier, Claude Le Lièvre
- 1525: Pierre Lormier[13], Claude Foucault[14], Jean Turquant[15]
- 1526: Germain Le Lieur, Jacques Pinet
- 1527: Nicole Guesdon[16], François Gayant[17]
- 1528: Claude Maciot[18], Pierre Fournier
- 1529: Regnault Picard[19], Pierre Hennequin[20]
- 1530: Jean de Moussy[21], Simon Teste[22]
- 1531: Gervais Larcher[23], Jacques Boursier[24]
- 1532: Claude Daniel[25], Jean Barthélemi[26]
- 1533: Martin de Bragelongne[27], Jean Courtin[28]
- 1534: Guillaume Quinotte[29], Jean Arroger[30]
- 1535: Christophe de Thou[31], Eustache Le Picard[32]
- 1536: Claude Le Lièvre[33], Pierre Raoul
- 1537: Jacques Paillard[34], Nicole de Hacqueville[35]
- 1538: Jean Crochet[36], Guillaume Danès[37]
- 1539: Henri Le Coincte[38], Jean Parfait[39]
- 1540: Guillaume Le Gras[40], Guichard Courtin[41]
- 1541: Thomas de Bragelongne[42], Nicolas Perrot[43]
- 1542: Denis Picot[44], Henri Godefroy[45]
- 1543: Pierre Séguier[46], Jean Choppin[47]
- 1544: Jean de Saint-Germain[48], Jean Barthélemi[26]
- 1545: Jacques Aubery[49], Denis Tanneguy[50]
- 1546: Denis Barthélemi[51], Fiacre Charpentier[52]
- 1547: Nicole Le Cirier[53], Michel Vioelart[54]
- 1548: Guillaume Pommereu[55], Guichard Courtin[56]
- 1549: Antoine Soly[57], Guillaume Choart[58]
- 1550: Jean Le Jay[59], Cosme Luillier[60]
- 1551: Guy Lormier[61], Robert des Prez[62]
- 1552: Thomas Le Lorrain[63], Jean de Breda[64]
- 1553: Claude Le Sueur[65], Jean de Sulfour[66]
- 1554: Jean Palluau[67], Jean Lescalopier[68]
- 1555: Germain Bourcier[69], Michel du Ru
- 1556: Guillaume de Courlay[70], Jean Messier[71]
- 1557: Augustin de Thou[72], Claude Marcel[73]
- 1558: Pierre Prévost[74], Guillaume Larcher[75]
- 1559: Jean Aubery[76], Nicolas Godefroy
- 1560: Jean Sanguin[77], Nicolas Hae[78]
- 1561: Christophe Lasnier[79], Henri Ladvocat[80]
- 1562: Jean Lescalopier[81], Mathurin Le Camus[82]
- 1563: Jean Merault[83], Jean Le Sueur[84]
- 1564: Pierre Prévost[74], Jean Sanguin[77]
- 1565: Philippe Le Lièvre[85], Pierre de La Cour[86]
- 1566: Nicolas Bourgeois, Jean de Bray
- 1567: Jacques Sanguin[87], Claude Hervy[88]
- 1568: Jacques Kerver, Hiérome de Varade[89]
- 1569: Pierre Poullin[90], François Dauvergne[91]
- 1570: Simon Bouquet[92],Simon de Cressé[93]
- 1571: Guillaume Le Clerc[94], Nicolas Lescalopier[95]
- 1572: Jean de Bragelongne[96], Robert Danès[97]
- 1573: Jean Le Jay[98], Jacques Perdrier[99]
- 1574: Claude Daubray[100], Guillaume Parfait[101]
- 1575: Augustin Le Prévost[102], Jean Le Gresle[103]
- 1576–1789: fehlt[104][105]

## Bibliographie
- Boris Bove: Dominer la ville: Prévôts des marchands et échevins parisiens de 1260 à 1350. Paris, Éditions du Comité des travaux historiques es scientifiques, Collection CTHS-histoire. Nr. 13, 2204, ISBN 2-7355-0523-5
- Michel Félibien: Histoire de la ville de Paris. Band 2
- Félix et Louis Lazare: Dictionnaire administratif et historique des rues de Paris et de ses monuments.
- Jean-Baptiste-Pierre Jullien de Courcelles: Dictionnaire universel de la noblesse de France.